# Деревяницкий монастырь
Деревяни́цкий монастырь — бывший православный монастырь Новгородской епархии. Находится в микрорайоне Деревяницы в северной части Великого Новгорода, на правом берегу небольшой протоки — Деревянки. Через Деревяницы проходит дорога на Хутынский монастырь.

## История и архитектура
Известен с 1335 года, когда летопись упоминает о возведении каменной церкви Воскресения на Деревянице в Новгородской республике.
Во время Смуты колокола монастыря были вывезены в Швецию. Два бронзовых колокола (один 1596 года) были подняты в 1987 году экспедицией Морского музея Хельсинки со дна Финского залива у острова Мулон.
В 1695 году, на месте обветшавшей старой, строится новая церковь. На строительство подряжаются две артели каменщиков: Фомы Алексеева из Костромского уезда и Никиты Киприянова из Ярославского уезда. Однако в 1697 году уже достроенная церковь рушится до основания.
В 1700 году по указанию митрополита Иова в монастыре возводят пятиглавый Воскресенский собор. Он ставится на месте, где некогда стояли две описанные церкви. Как и в 1695 году, строительство поручено тем же артелям.

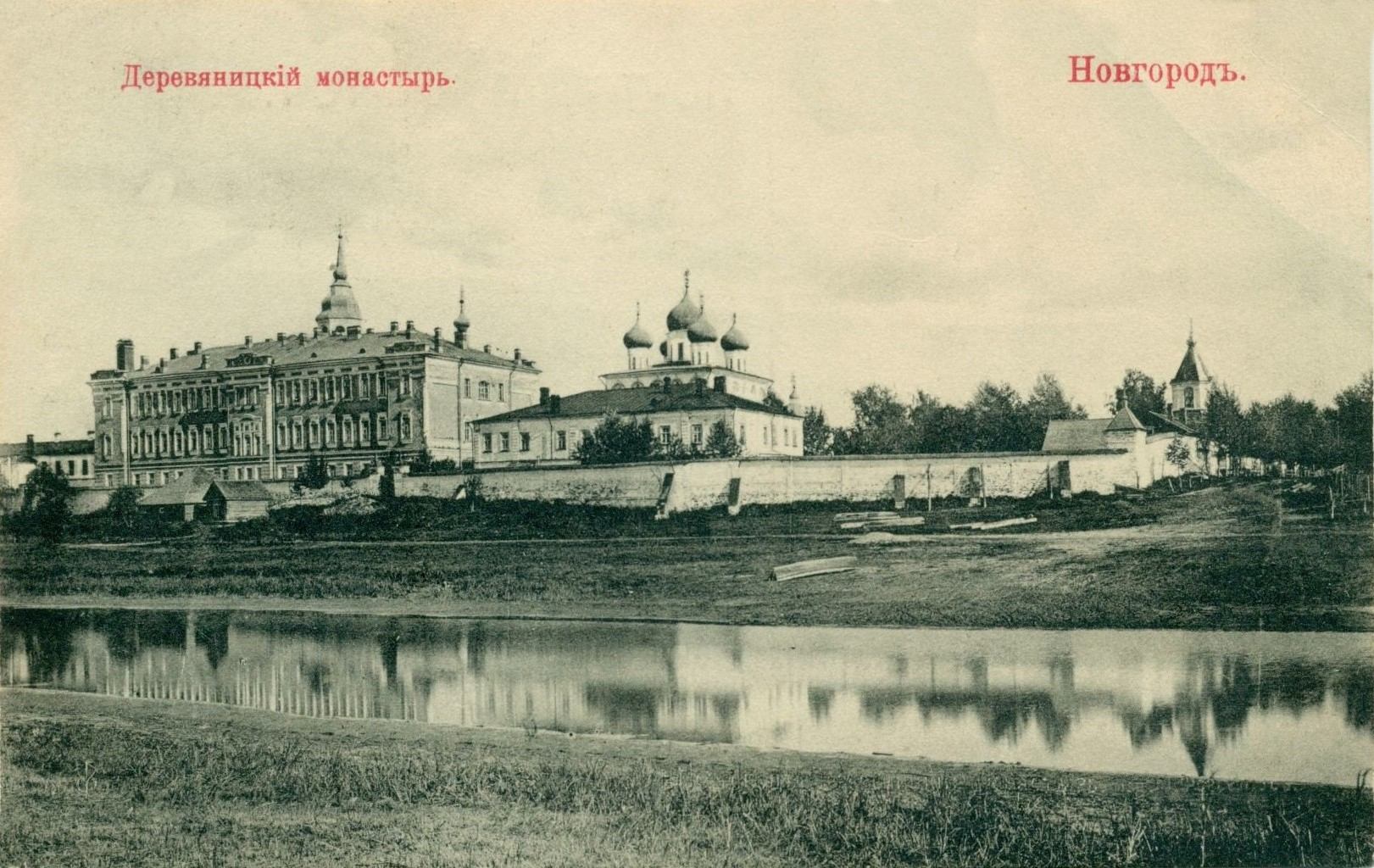
Деревяницкий монастырь на берегу Деревянки. Начало XX века

Собор имеет двухстолпную конструкцию. Все сложные сводчатые конструкции собора поддерживаются изнутри двумя столбами. Такая архитектурная особенность была нетипичной для новгородского зодчества, однако весьма распространённой в XVI—XVII веках в Подмосковье, Поволжье и Вологодских краях. Позднее к собору пристраиваются приделы.
В 1725 году севернее собора строятся каменная церковь Успения Богородицы с большой трапезной палатой и колокольня.
В XIV—XV веках в монастыре доживали свой век ушедшие с кафедры архиепископы Алексий (умер в 1389 году) и Иоанн, который, приняв схиму, прожил здесь с 1414 по 1417 года. В 1820-х здесь жил на покое архиепископ Антоний (Знаменский).
В Смутное время начала XVII века в монастырь была эвакуирована братия Коневского монастыря. Коневская икона Божией Матери оставалась в Деревяницах до 1799 года.
В 1875 году Деревяницкий монастырь был преобразован в женский. В нём разместилось училище для девиц духовного ведомства, преобразованное в 1882 году в Новгородское епархиальное женское училище. Каменное трёхэтажное здание для него было построено в 1884 году по проекту губернского архитектора Р. К. Кржижановского и освящено митрополитом Новгородским и С.-Петербургским Исидором (Никольским).

## Современное состояние

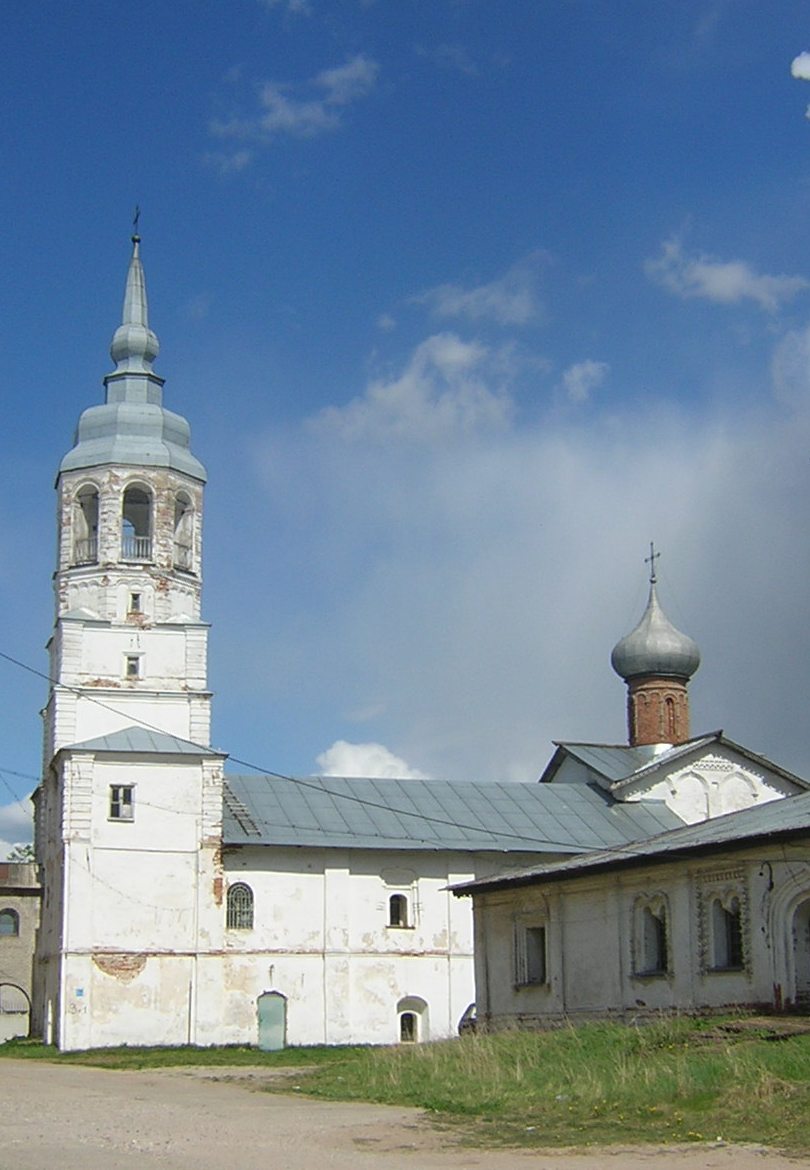
Колокольня с церковью Успения Богородицы в XXI веке

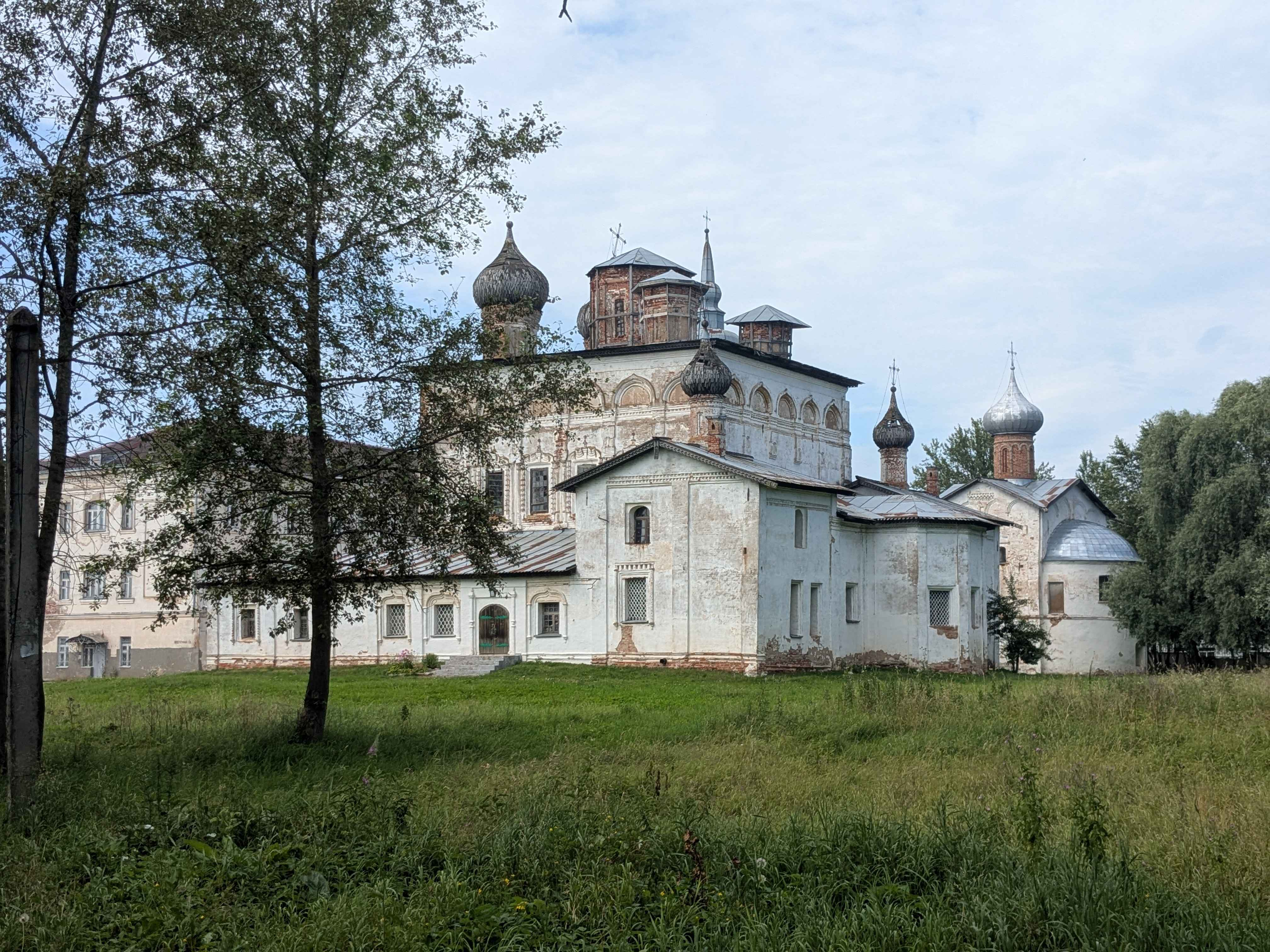
Деревяницкий монастырь. Состояние на июль 2025 г.

Долгое время Воскресенский собор использовался как склад готовой продукции находящегося поблизости завода «Стекловолокно». В настоящее время пребывает в неудовлетворительном состоянии. Маковки двух куполов отсутствуют. Оставшиеся находятся в аварийном состоянии. В 1995 году на соборе Воскресения рухнул первый купол, а в октябре 2013 года обрушился центральный.
В бывшем здании женского училища располагается стационар Новгородского областного наркодиспансера «Катарсис».
В июне 2015 года проведены противоаварийные работы по сохранению Воскресенского собора. Была установлена временная кровля над двумя барабанами.
По состоянию на 2021 год монастырский комплекс официально находится в федеральной собственности. В территориальном управлении Росимущества в Псковской и Новгородской областях сообщили, что неоднократно предлагали забрать церкви и Новгородской епархии, и Новгородскому объединённому музею-заповеднику. Они пока не изъявили желания стать хозяевами древней обители, ведь расходы только на создание пакета документов на реставрацию — около пяти миллионов рублей. Безуспешны и подаваемые с 2013 года заявки на участие в государственной программе «Развитие культуры и туризма». А тем временем в марте 2021 года свалился уже третий купол собора, простоявший, как и два ранее рухнувшие купола, с 1965 года, с послевоенной реставрации.